# خروش بحر
«خروش بحر» آلبوم با صدای علیرضا افتخاری و آهنگسازی فردین کریم خاوری می‌باشد. موسیقی این آلبوم در دستگاه‌های شور، چهارگاه و افشاری و دشتی اجرا شده‌است و درسال ۱۳۸۶ منتشر شده‌است.

## شرح

### هنرمندان
- خواننده: علیرضا افتخاری
- آهنگساز: فردین کریم‌خاوری
- منتشر شده توسط حوزه هنری

#### نوازندگان
- مسعود آرامش : سنتور
- فردین لاهورپور: نی
- شروین مهاجر: کمانچه و کمانچهٔ آلتو
- پریچهر خواجه: قانون
- سهیل سان احمدی: تارباس
- کاووس صابونی و محمد برزین: سه تار باس
- مهرداد کریم خاوری: دف، دمام، دهل، تاس، طبل بزرگ و سنج
- فردین کریم خاوری: نیز افزون بر آهنگساز و نوازنده سه تار

#### عوامل دیگر
- مدیریت تولید: رضا مهدوی[۶]
- طراحی گرافیکی: سهیل محمودی[۶]

## بازنشر
این آلبوم به مناسبت فرارسیدن ماه‌های محرم و صفر دوباره در تیراژ ۱۰ هزار نسخه روانه بازار موسیقی شد. علت انتشار دوباره این آلبوم استقبال علاقه‌مندان ذکر شده بود.

## قطعات
| نام ترانه                     | ترانه‌سرا      | آهنگ‌ساز         |
| ----------------------------- | ------------- | --------------- |
| کاروان (شور)                  | سعدی          | فردین کریم‌خاوری |
| سرو خدا (شور، دشتی)           | محتشم کاشانی  | فردین کریم‌خاوری |
| خروش بحر (چهارگاه)            | محتشم کاشانی  | فردین کریم‌خاوری |
| فراق (افشاری)                 | مهجور اصفهانی | فردین کریم‌خاوری |
| وداع (چهارگاه، بیداد)         | محتشم کاشانی  | فردین کریم‌خاوری |
| بر بال ملائک (چهارگاه، بیداد) | بی کلام       | فردین کریم‌خاوری |
| کیمیاگران (شور، دشتی)         | بی کلام       | فردین کریم‌خاوری |